# Маріана (Куенка)
Маріана (ісп. Mariana) — муніципалітет в Іспанії, у складі автономної спільноти Кастилія-Ла-Манча, у провінції Куенка. Населення — 282 особи (2010).
Муніципалітет розташований на відстані близько 140 км на схід від Мадрида, 10 км на північ від Куенки.

## Демографія
Динаміка населення (INE ):